# Sondage de décompression

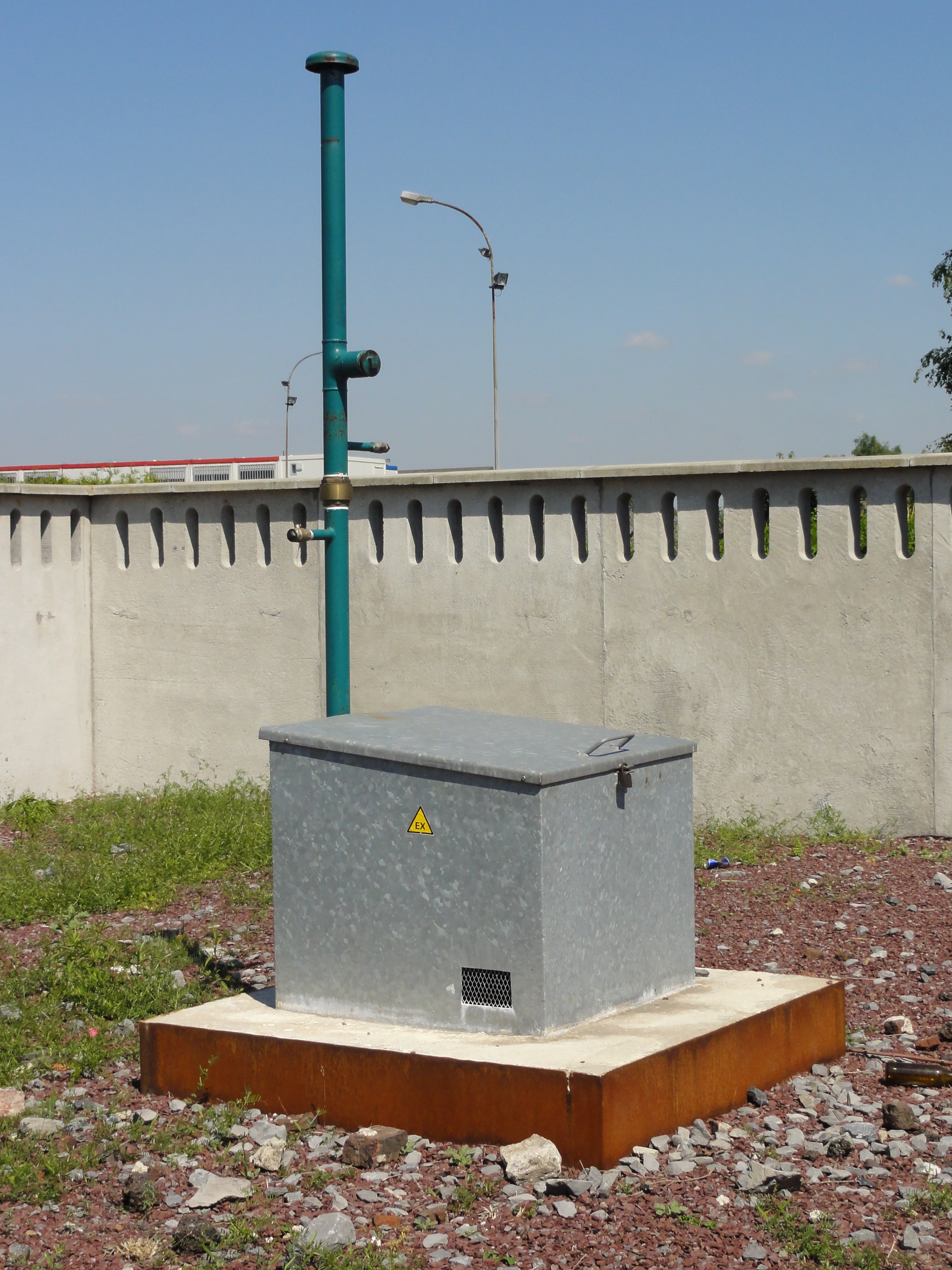
Sondage de décompression de la Fosse Balive (puits unique, de la Compagnie des mines d'Anzin à Vieux-Condé, dans le Nord-Pas-de-Calais.

Un sondage de décompression est un dispositif constitué :
1. d'une canalisation traversant les remblais d’un puits ou d'un sondage reliant d'anciens travaux miniers à la surface,
2. d'un système sécurisé d'évacuation de méthane minier (grisou), faisant office de soupape et d’arrête-flamme[1].
3. d'un dispositif de mise en sécurité du site pour le public (périmètre de sécurité d'au moins 15 m à partir de la canalisation, matérialisé par une clôture et signalé par des pancartes)[1].

Il est destiné à évacuer du méthane se désorbant du charbon à la suite de travaux miniers ou de désordres du sous-sol, mais peut aussi évacuer d'autres gaz dont du radon se formant naturellement. Il doit être capable de supporter un éventuel phénomène de dégagement instantané.

## En Europe, en France

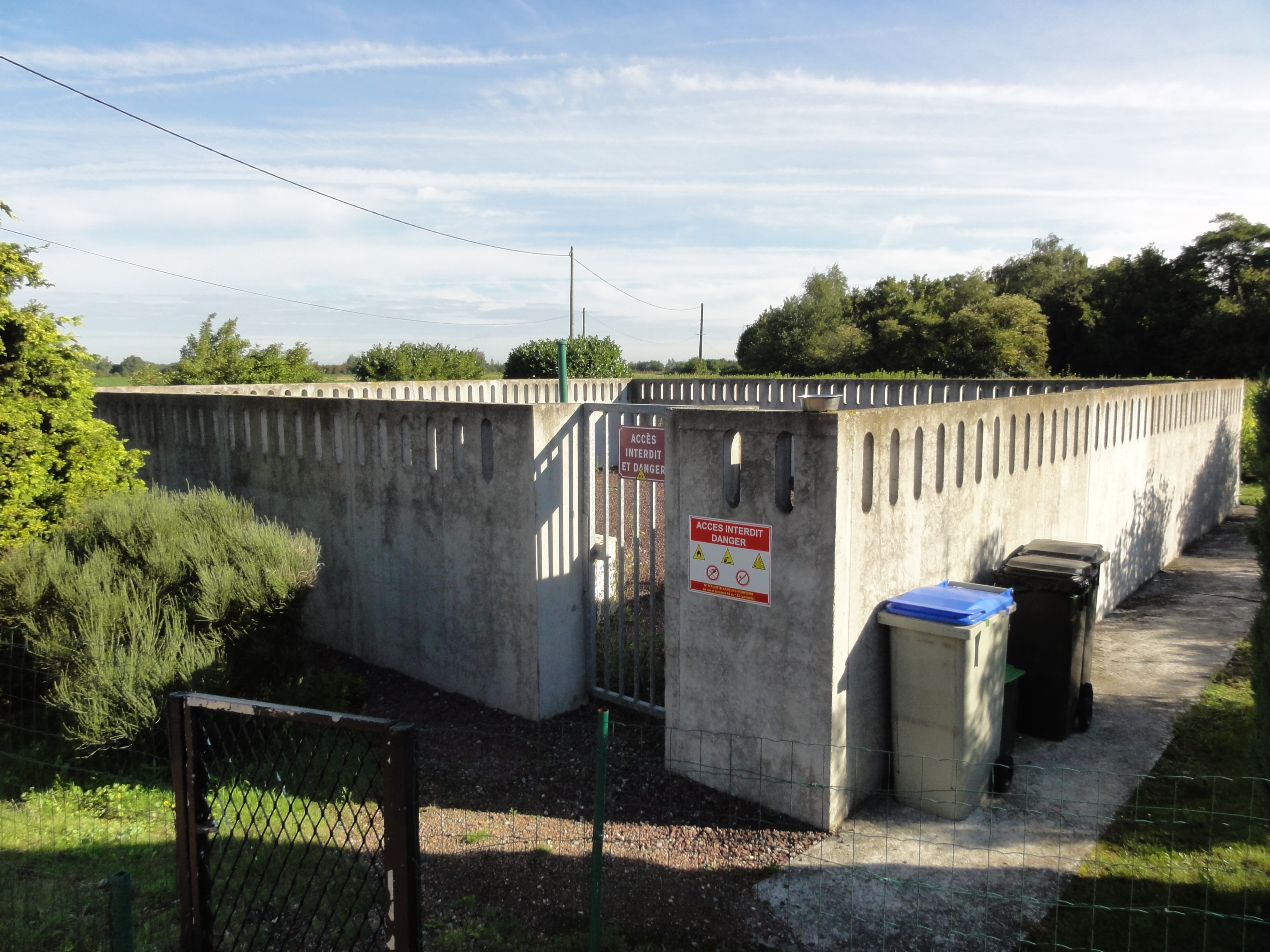
Fosse Saint-Louis des mines d'Aniche.

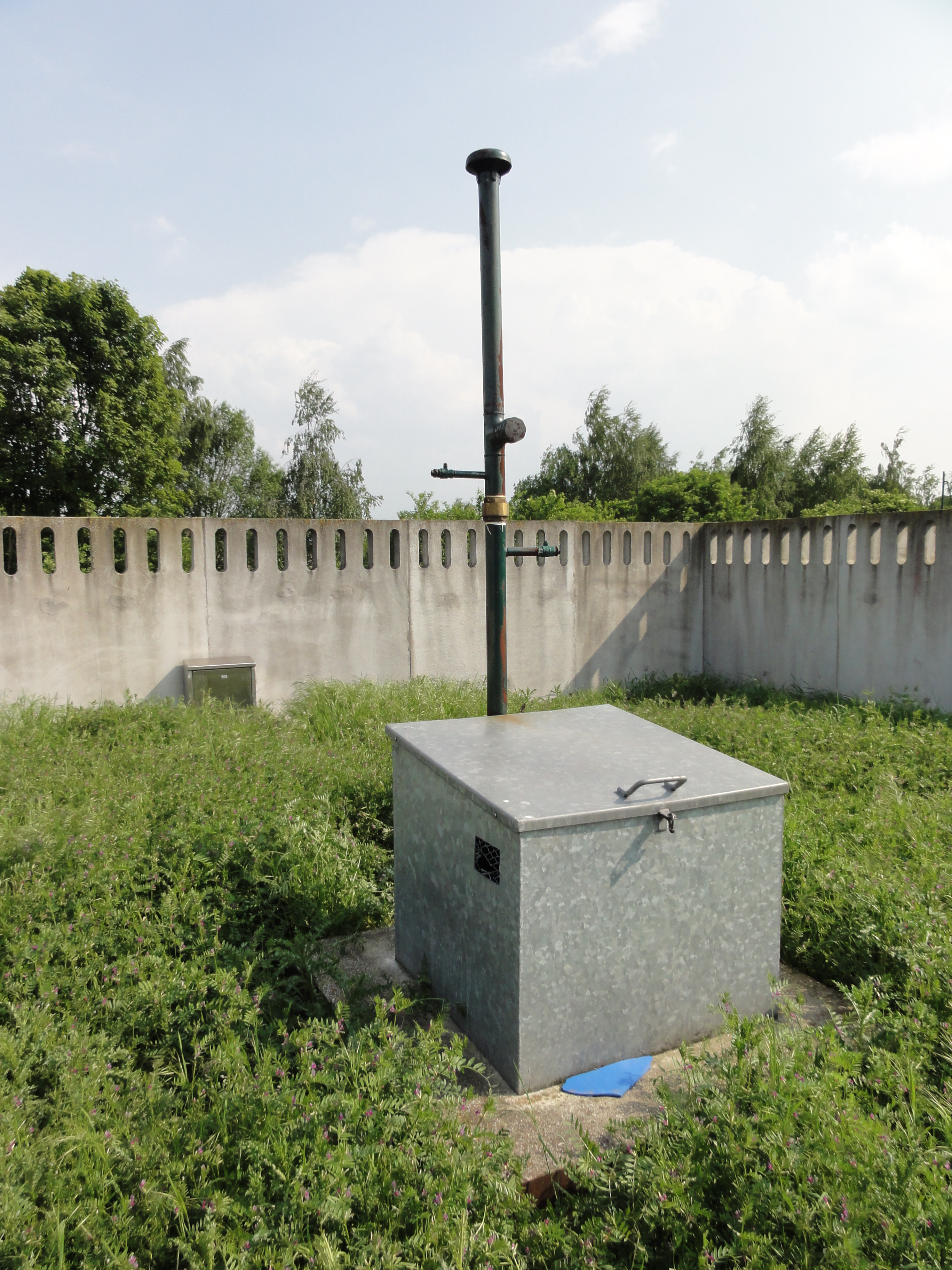
Sondage de décompression
Fosse Saint Pierre de la Compagnie des mines d'Anzin.

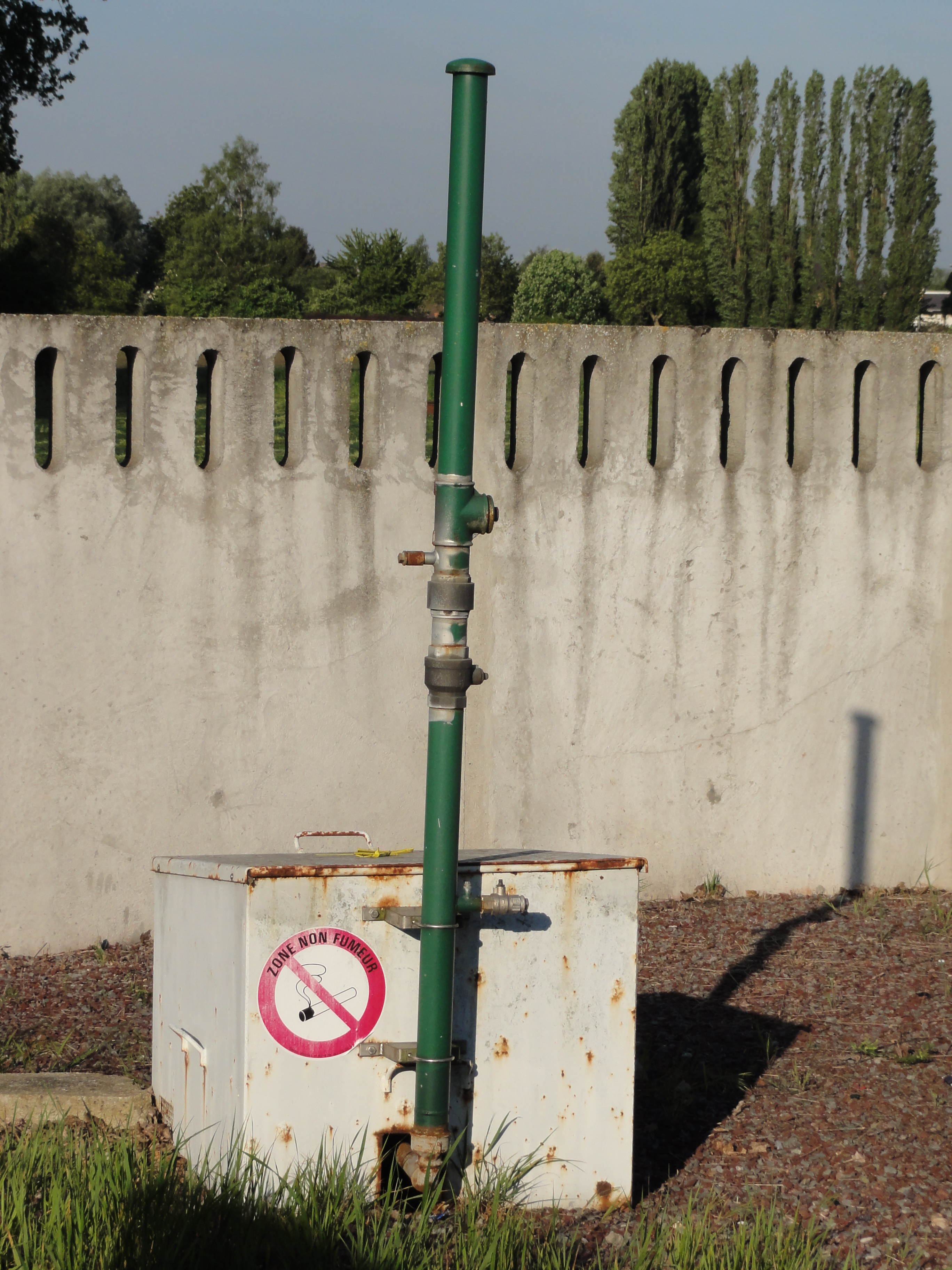
Il est interdit de fumer à proximité de l'évent en raison du caractère inflammable, voire explosif du méthane (Fosse Agache de la Compagnie des mines d'Anzin).

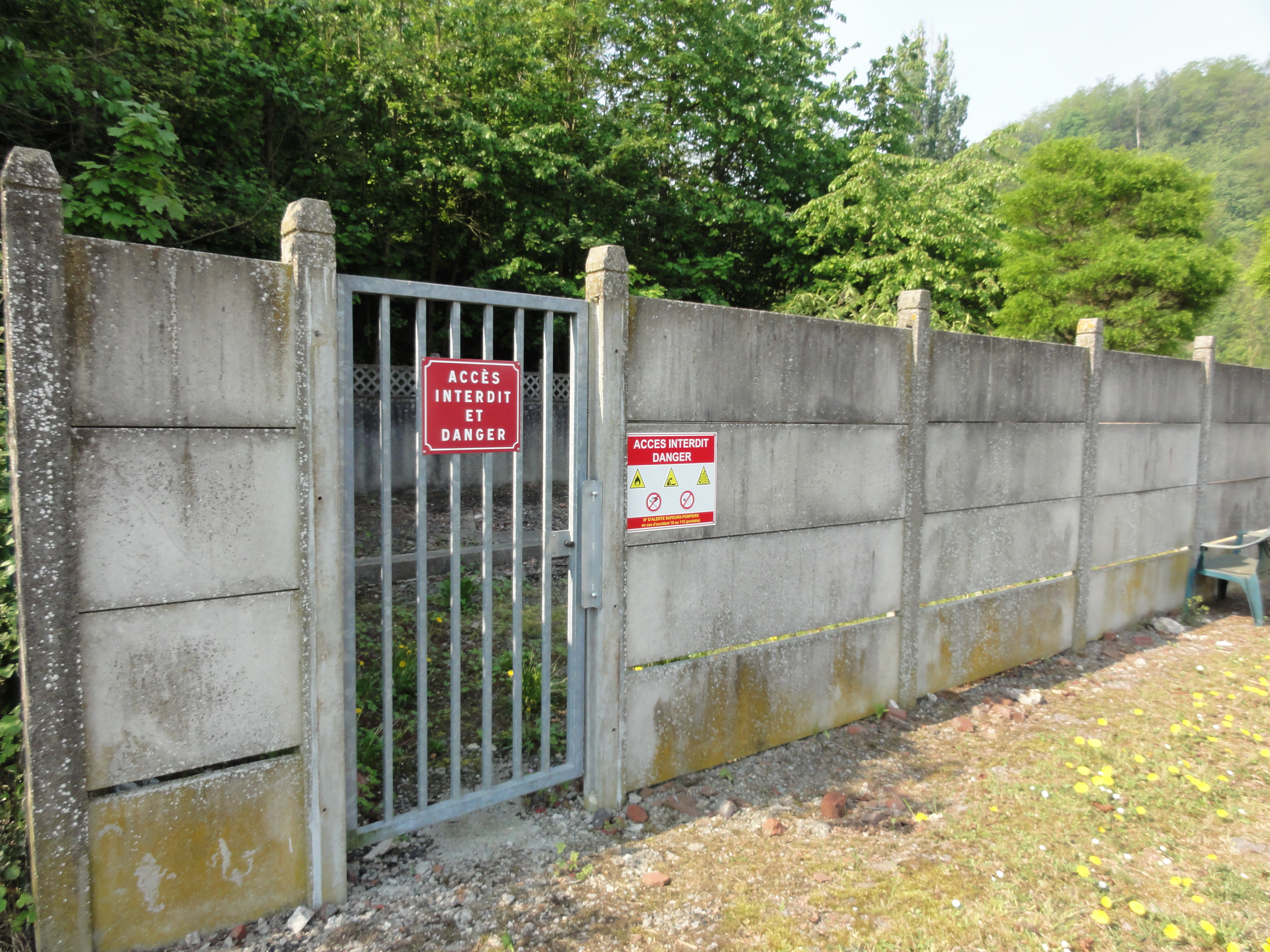
Une clôture et porte fermée protège de l'accès à la zone de danger (Fosse Bleuse Borne de la Compagnie des mines d'Anzin.

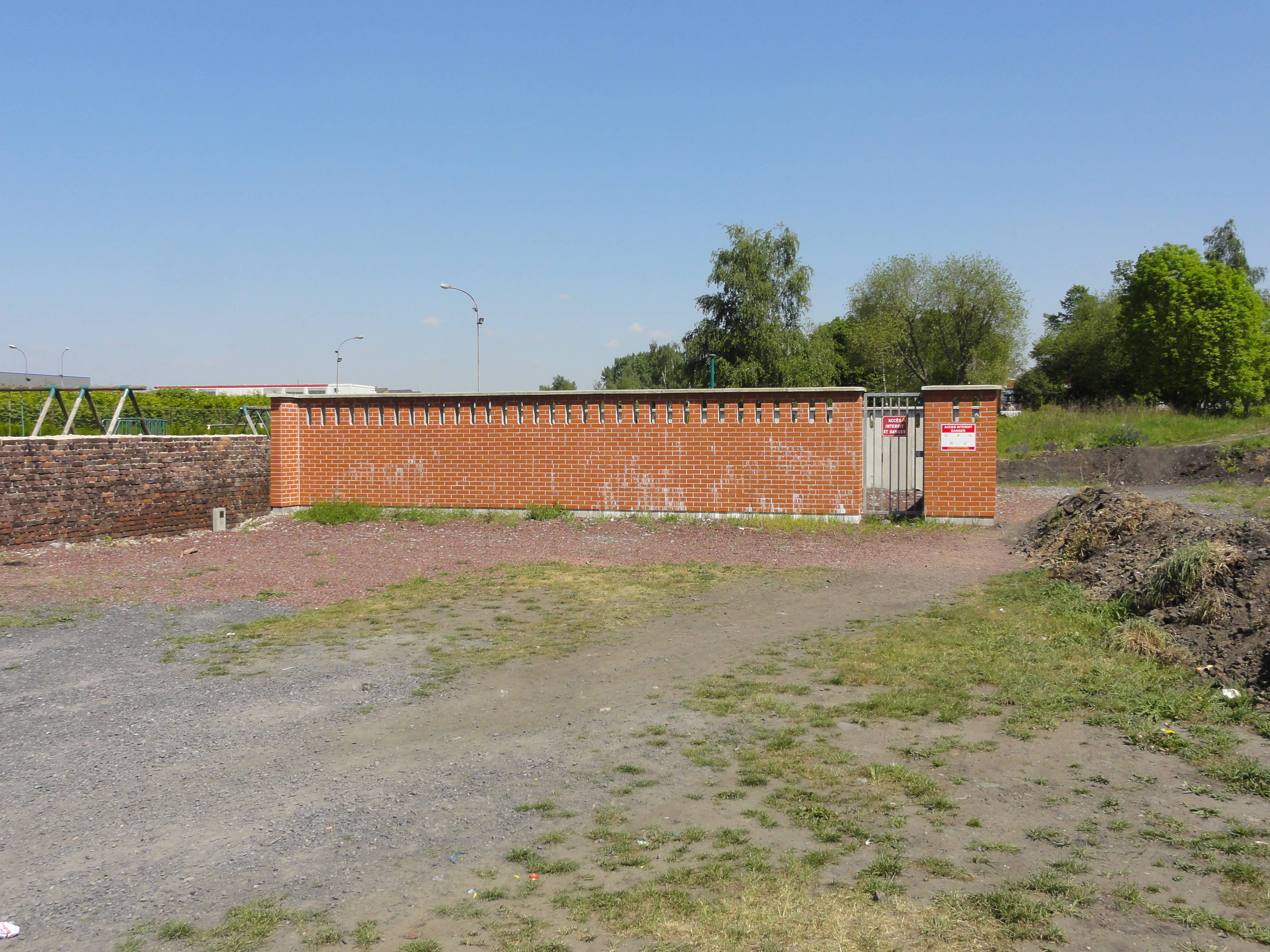
version à muret de brique (Fosse Balive de Vieux-Condé.

Ils doivent répondre au classement des zones à risque de formation d'une atmosphère explosive (Cf. directive européenne 1999/92/CE transposée en droit français par plusieurs décrets ministériels).
Les sondages de décompression sont nombreux dans les anciens bassins miniers faisant l'objet d'un suivi, dont en France (la DREAL en surveillait 73 dans le bassin houiller du Nord-Pas-de-Calais en 2012.
Dans cette région, 249 communes sont concernées par d’éventuels aléas miniers, avec 876 ouvrages débouchant en surface (dont seuls un peu plus de 50 %  sont matérialisés). Le diamètre de ces ouvrages est compris entre 1,2 et 6,8 m, pour une profondeur de 5 m à 1,18 km).
C'est l'une des mesures de sécurité à mettre en place et à suivre dans le cadre de l'après-mine en France dans le cadre d'une loi votée en 1999 dite loi « après-mines » qui a notamment introduit les PPRM (plans de prévention des risques miniers) impliquant une prise en compte des risques liés aux exploitations minières dans les documents d’urbanisme.

## Vocations
C'est dans tous les cas un exutoire permanent du gaz (au fur et à mesure de son émergence) et un outil et lieu de « surveillance et traitement de l’aléa lié aux gaz de mine ».
Il peut éventuellement être associé à
- un dispositif (piézomètre) destiné à surveiller les variations de niveau du plafond de la nappe.
- un dispositif de mesure de débit de gaz (les débits attendus varient de 0 à 1 500 Nm3/h)[1]
- un dispositif de mesure de la pression absolue de manière à pouvoir vérifier que le gaz est correctement évacué[1] ;
- une vanne d'arrêt ;
- un système de prélèvements occasionnels ;
- un système d'alerte...
- un éventuel système de prélèvements automatique ou d'analyse en continu du gaz, etc.

## Localisation
L'emplacement de la plupart des sondages de décompression a été déterminé par une évaluation des risques. Ils sont souvent forés sur un point critique (généralement un point haut du réservoir sous-jacent de gaz de mine pour « passivement » décomprimer en continu le réservoir.
Ils peuvent être installés sur :
- un site minier en attente d'exploitation (dans un sous-sol très grisouteux) ;
- plus généralement sur d'anciens sites miniers où existe encore un risque d'accumulation de grisou (dégazage spontané du gaz de couche adsorbé dans la matrice du charbon ou de roches charbonneuses.

Il est souvent associé à d'anciens carreaux ou puits de mines. Il peut être géographiquement situé n'importe où, en ville ou au cœur d'une forêt, selon l'histoire minière du sous-sol.